# Skala 0

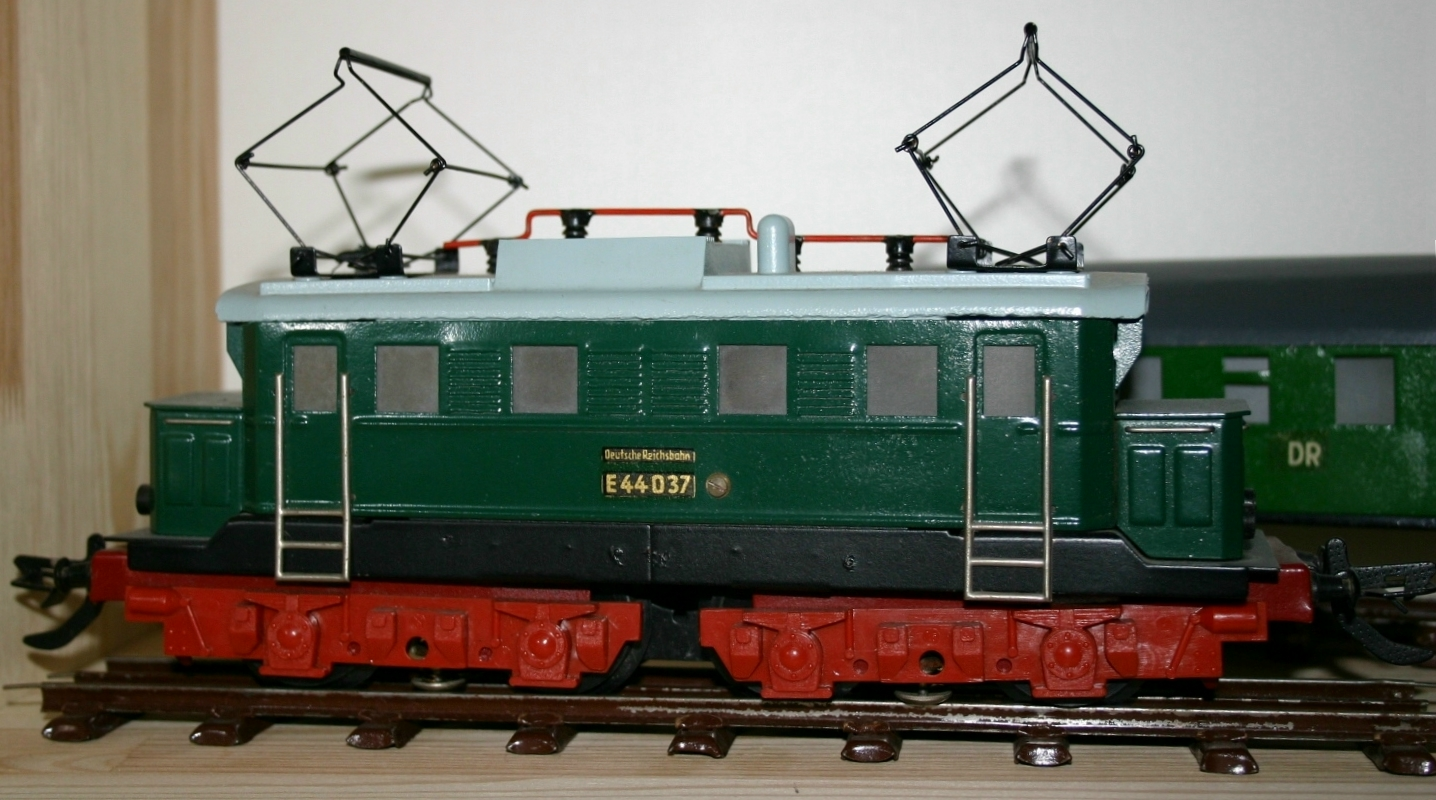
model E44 w skali 0

Skala 0 (czytaj "zero") – nazwa skali stosowanej w modelarstwie kolejowym o podziałce 1:45; 1:43,5 lub zbliżonej.
Skali tej odpowiada modelowy tor kolejowy o szerokości (tj. prześwicie między główkami szyn) 32 mm. Czasem podaje się błędnie jako szerokość 35 mm będącą odległością między środkami szyn. Tory te stosuje się dla modeli pociągów jeżdżących po torach szerokości 1700–1250 mm. Jest to najmniejsza skala, w której czasem stosuje się modele napędzane silnikiem parowym.

## Historia
Historia skali 0 w modelarstwie kolejowym jest bardziej długa. Pierwszy modele o rozstawie 32 mm stworzyła już w 1935 roku niemiecka firma Märklin. Firma Märklin roku prezentuje na wiosennych targach lipskich w 1935 roku i rozpoczyna produkcję kolejek elektrycznych, które zapoczątkowują seryjną produkcję modeli kolejek w skali 0, które początkowo były najbardziej powszechną skalą w modelarstwie kolejowym. Również Zeuke w latach pięćdziesiątych rozpoczęła produkowanie modeli kolejowych w tej skali, jednak w 1958 roku zakończyła produkowanie modeli kolejowych w tej skali, rozpoczynając produkowanie modeli kolejowych w skali TT które były bardziej rozpowszechnione z powodu rozmiarów kolejek elektrycznych.

## Stan obecny
Obecnie ze względu na duże rozmiary modele kolejowe tej skali nie są produkowane masowo w Europie, jednak skala 0 jest do dziś jedną z najpopularniejszych w Stanach Zjednoczonych i Kanadzie, dzięki firmom takim, jak Lionel, MTH czy Atlas. W Ameryce często określana nie jako 0 (zero) tylko jako O (duże "o"). Zależnie od producenta i serii, tabor na tory w skali 0 (32mm) dostępny jest w skalach nadwozia od 1:43.5 do 1:64. Szczególnym typem jest tzw. skala 0-27, obejmująca pojazdy zdolne do pokonania łuku o średnicy 27 cali. Wielu producentów modeli w skali 0 stosuje zasilanie z trzeciej szyny, co upraszcza planowanie i budowę makiet, a także kontrolę ruchu modeli.

## Skala On30
W skali 0 budowane są też modele kolei wąskotorowych, o szerokości toru 16.5mm, czyli takiej jak H0, co umożliwia wykorzystanie wielu łatwo dostępnych elementów i podzespołów produkowanych dla skali H0.
Modele takie określane są nazwą On30, czasem też O16.5, lub 0e. Nazwa On30 wywodzi się od prototypowej szerokości torów 30 cali (762mm), jednak często na torach 16.5mm modelowane są pociągi wąskotorowe o różnych rozstawach, między 610 a 914 milimetrów. Gotowe modele On30 produkuje między innymi firma Bachmann.